# Pogostemon szemaoensis
Pogostemon szemaoensis là một loài thực vật có hoa trong họ Hoa môi. Loài này được (C.Y.Wu & S.J.Hsuan) Press miêu tả khoa học đầu tiên năm 1982.